# Auerbachův sklep

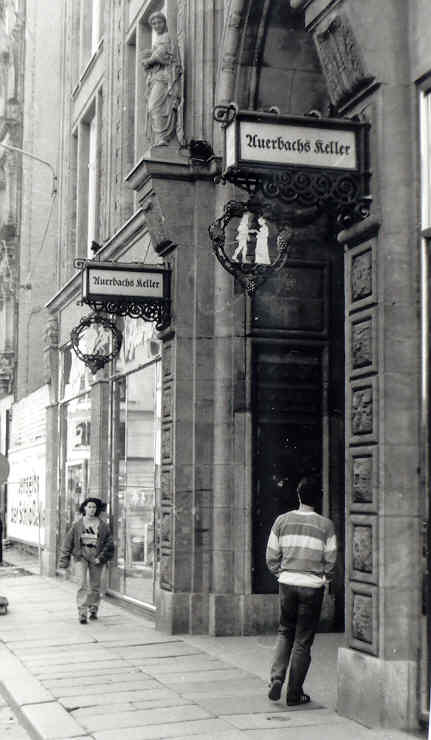
Auerbachův sklep, 1996

Auerbachův sklep (německy Auerbachs Keller) je nejznámější a druhá nejstarší restaurace v Lipsku. Již v 16. století byl jednou z nejoblíbenějších vináren a za svou celosvětovou slávu vděčí především Johannu Wolfgangu von Goethovi. Auerbachův sklep se nachází v Grimmaische Straße 2–4, jen pár kroků od tržního náměstí, pod Mädlerovou pasáží. Sklep je rozdělen na dvě části: čtyři historické vinárny (Fasskeller, Lutherzimmer, Goethezimmer a Alt-Leipzig) a další velký sklep, jenž byl postaven roku 1912 společně s Mädlerovou pasáží. Vinný šenk byl zmíněn již v roce 1438. Svůj název restaurace získala po někdejším stavebníkovi a majiteli, lipskému radovi, lékaři a univerzitnímu profesorovi Heinrichu Stromerovi (1476–1542), který byl podle svého rodného Auerbachu v Horní Falci nazýván pouze „Dr. Auerbach“.

## Historie
| MEFISTOFELES (zpívá): Měl král vám jednou blechu, měl velkou blechu král, ten král vám tu svou blechu jak otec miloval: „Hej, krejčíři, vem míru a kabát ušiješ zde tomu kavalíru a pantalóny též!“ BRANDER: Ať mi ten krejčíř neudělá chybu, ať naměří to správně jen, a nechce-li být popraven, ať kalhoty jsou bez záhybů! MEFISTOFELES: Tak se ta blecha skvěla zlatem a hedvábím a kříž a řády měla a šaty samý prým. Stala se excelencí a říšským kancléřem, a její sourozenci tykali pánům všem. Faust [přel. Otokar Fischer] |
| |

V lipské městské kronice je uvedeno, že Auerbachův dvůr byl vystavěn v letech 1530–1538. Jeho stavebníkem byl Heinrich Stromer z Auerbachu, který pro jeho stavbu zakoupil za 3500 guldenů pozemek na kraji Neumarktu. Budova byla často přestavována, v roce 1854 se tu nacházelo 48 krámů, dva prodejní stánky a 30 dalších kupeckých obchodů. Tento dům vystřídal v letech 1438–1854 řadu vlastníků, jméno „Auerbachův dvůr“ se však neměnilo. Neméně známým se stal jeho prostorný zaklenutý sklep známý z jednoho vyobrazení z roku 1526, v němž se šenkovalo víno.
Auerbachův sklep známý od roku 1438 je opředen legendami souvisejícími s jeho provozovateli a zejména se známým černým umělcem dr. Johannem Faustem, jenž tu podle lipské kroniky pomocí svého umění jezdil na sudu naplněném vínem. Majitelé se často střídali: k nerudnému Arnovi, který však měl krásnou dceru, se vztahuje pověst z roku 1578. O dalším období až do roku 1717 jsou jen útržkovité informace. Po Gottfriedu Kahldorfovi následoval v letech 1732–1750 Johann Jakob Key a roku 1799 Dominico di Pietro Mainone. V roce 1816 převzal sklep Josef Sala, po něm se roku 1831 stal majitelem Otto Pierer, za něhož podnik vzkvétal. U obou schodišť vedoucích do sklepa se nacházely hostinské pokoje, v nichž se podle záznamů z návštěvní knihy ubytovávali četní hosté ze Saska a mnozí cizinci, které do Lipska přilákala faustovská legenda. Asi z roku 1625 pocházely dvě malby na dřevě s vyobrazením Fausta, které zde jednoho večera u láhve vína zaujaly studenta Goetha, jenž faustovskou legendu znal od dětství. Tato vyobrazení, díky nimž se básník seznámil s faustovskou látkou, visela v Auerbachově sklepě ještě v roce 1850. Z této místnosti vedly schody do druhého ze sklepů, v nichž se během veletrhu konaly koncerty. Jednalo se o jeden z největších sklepů a vinných šenků v Lipsku. Stála v něm kamenná socha Bakcha, jež dotvářela romantický vzhled interiéru.
Goethe, jenž od října 1765 do srpna 1768 navštěvoval Lipskou univerzitu, zažil v Lipsku veselý studentský život, během něhož Auerbachův sklep často navštěvoval. Inspiraci pro své nejvýznamnější dílo nalezl v knize Georga Rudolfa Widmanna (1550–1600) Die wahrhaftigen Historien von den grewlichen und abschewlichen Sünden und Lastern, auch von vielen wundersamen und seltsamen Abenteuern des Johannes Faustus z roku 1595. V tomto šenku se pak odehrává známá scéna z Goethova Fausta s názvem „Auerbachův sklep v Lipsku“. Až do roku 1850, kdy byl Goethem proslavený sklep obnoven, v něm byly nástěnné malby, jež navrhl G. Zachariä a namaloval dekorativní malíř Bey. Tyto malby zobrazovaly např. Mefistofela u stolu mezi studenty. Ještě v 19. století měla tato vyobrazení společně se zde vystavenými básníkovými rukopisy a kresbami status jakýchsi goethovských relikvií. Stálý pomník městu svých studií básník vytvořil v této známé sklepní scéně, kde jeho postava Frosche říká: „Musím svůj Lajpcik pochválit! To malá Paříž je a vzdělává své lidi.“
V letech 1912–1913 byl Auerbachův sklep během demolice středověkých budov v místě Mädlerovy pasáže z velké části přestavěn a rozšířen. Znovuotevření proběhlo 22. února 1913. Tehdy byly u vchodu do sklepa také odhaleny dvě skupinové bronzové figurální plastiky od sochaře Mathieua Molitora (1873–1929), jež byly odlity Traugottem Noackem (1865–1941) v jím založeném lipském Noackově bronzolitectví. První plastika zobrazuje Mefista a Fausta, druhá skupinu začarovaných studentů.

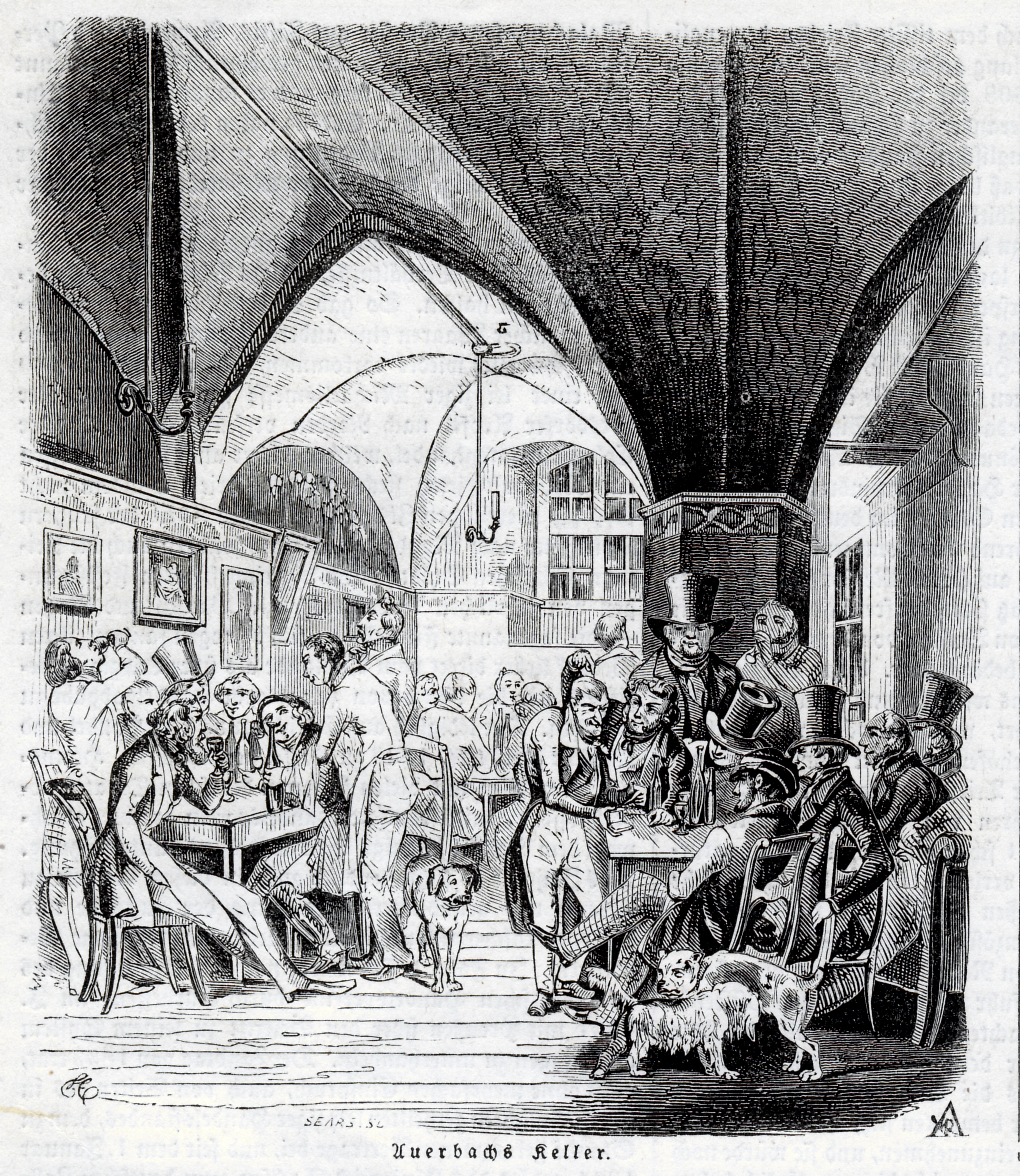
Auerbachův sklep kolem roku 1840
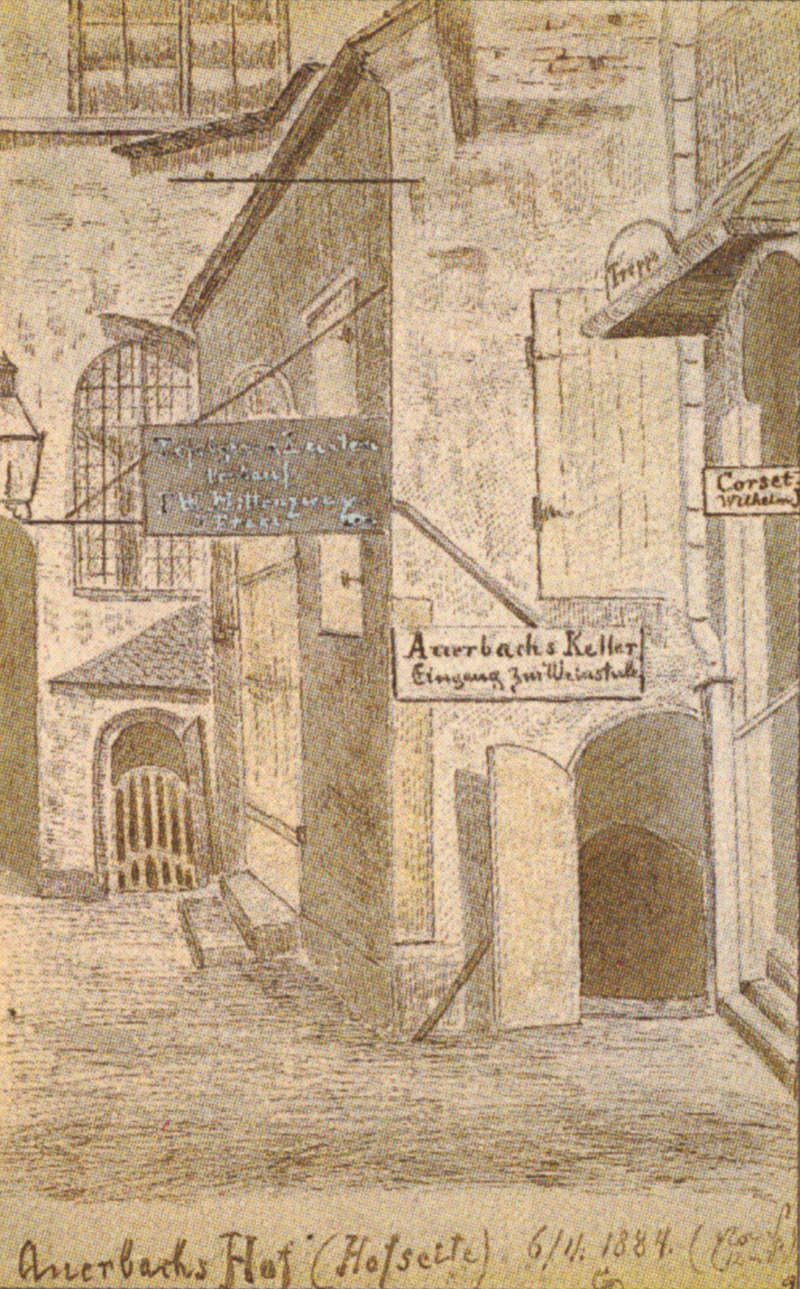
Auerbachův dvůr se vstupem do sklepa (1884)
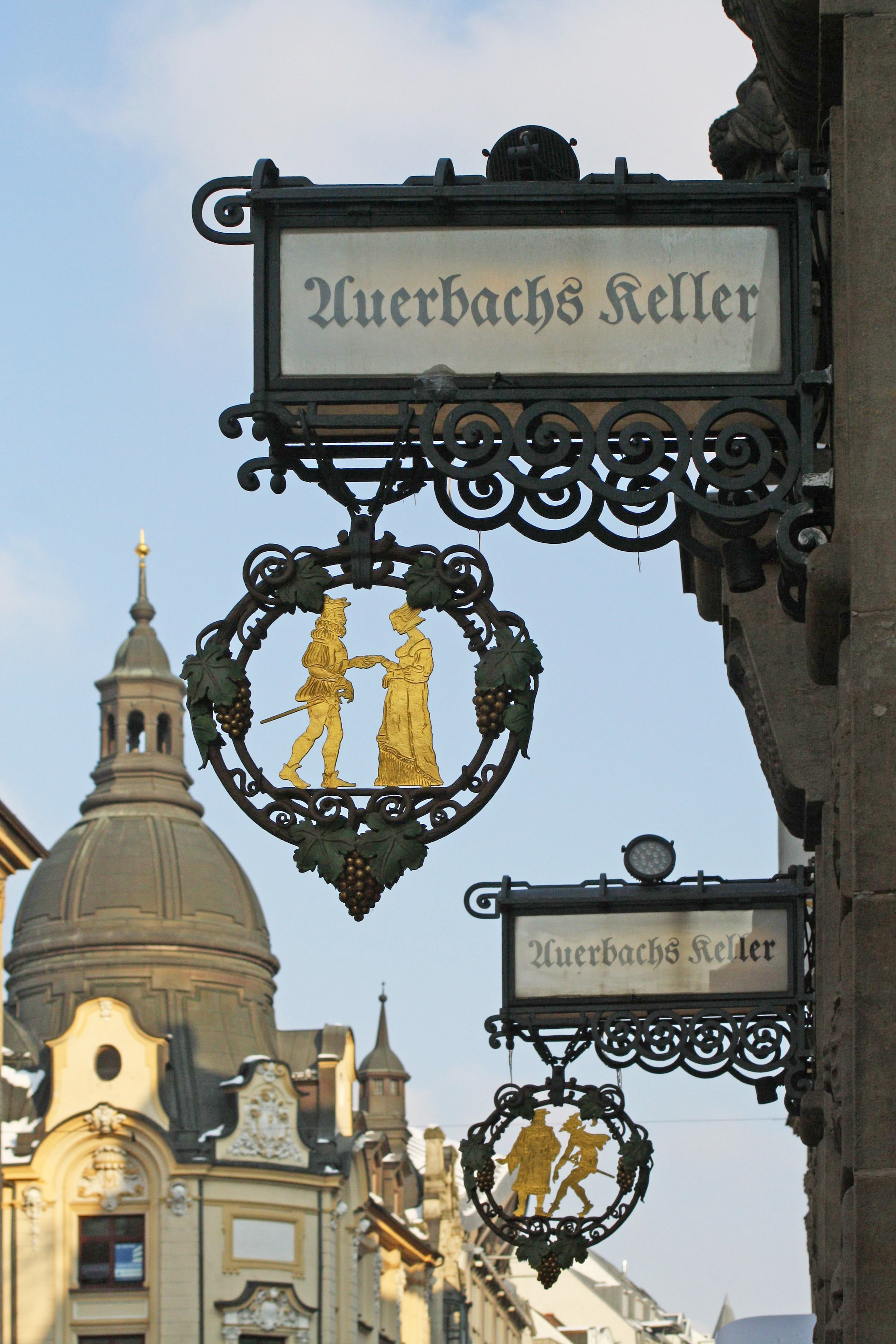
Závěsný štít u Auerbachova sklepa (2013)
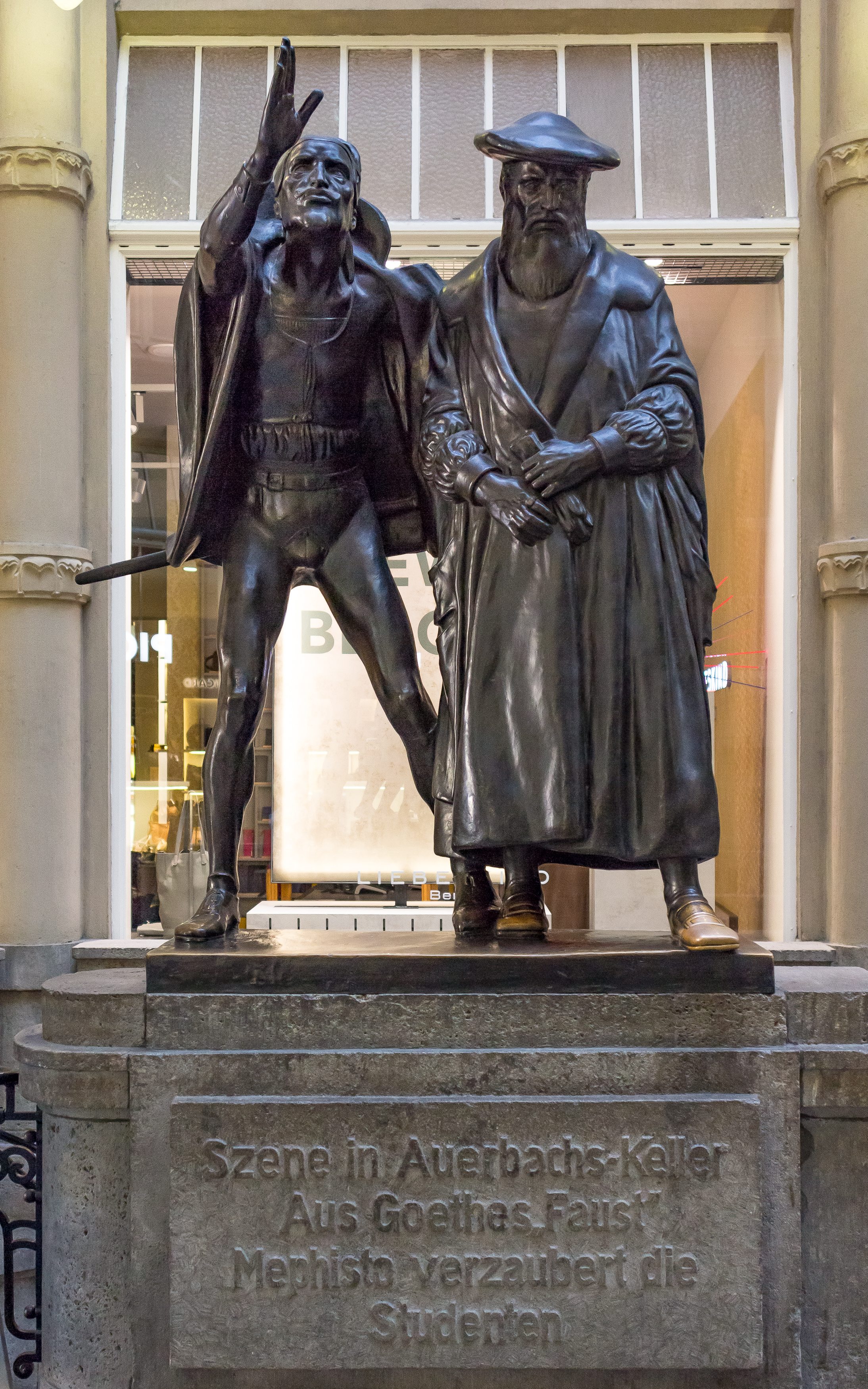
Bronzové sousoší Fausta a Mefista, který začaroval studenty (2016)
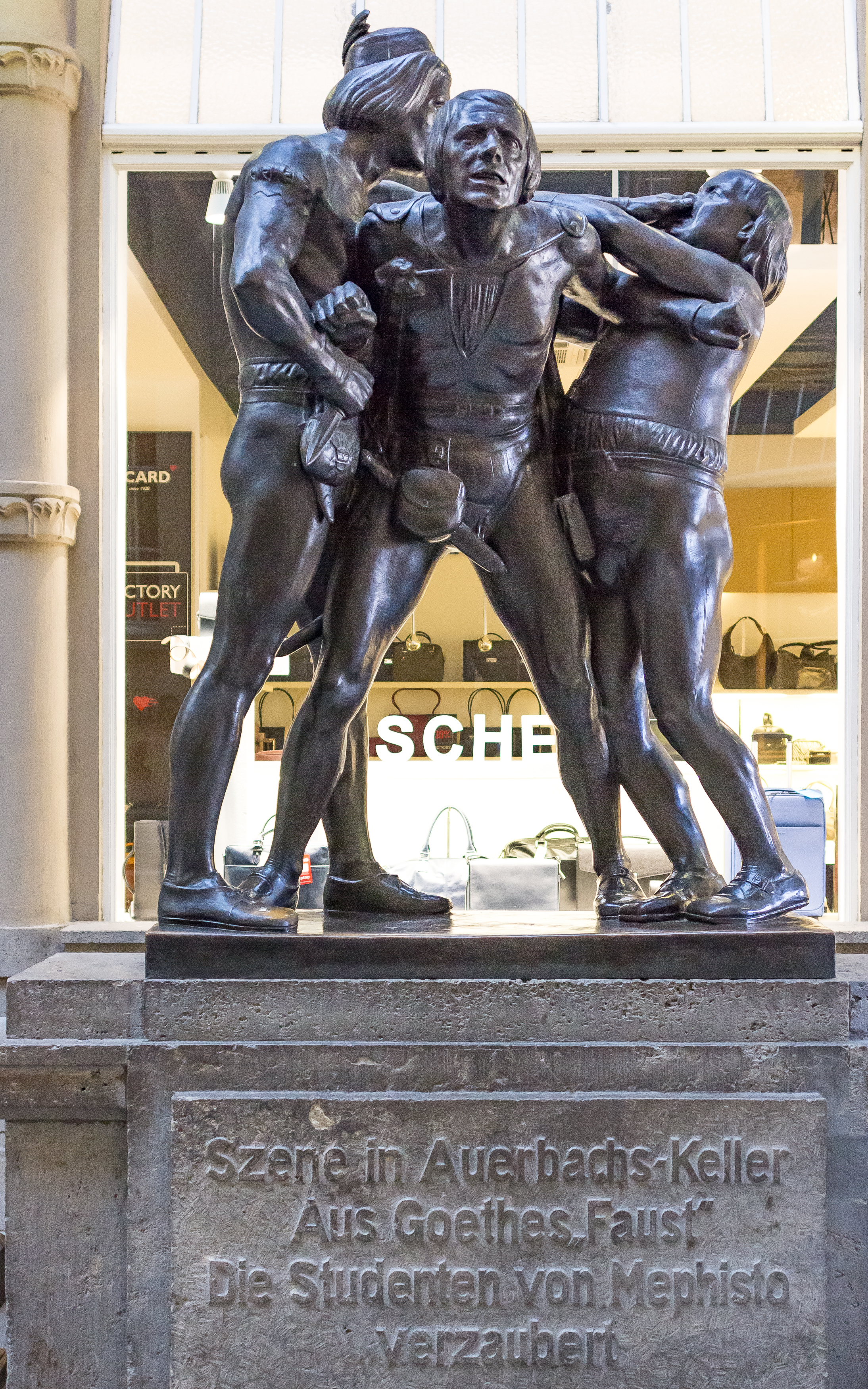
Začarovaní studenti (2016)